# Осада Тортосы (1148)
Осада Тортосы (1 июля — 30 декабря 1148 года) — военная операция Второго крестового похода (1147—1149 гг.) в Испании. Многонациональные силы под командованием Раймонда Беренгара IV, графа Барселоны, осадили город Тортоса (араб. Туртуша), в то время входивший в состав эмирата Альморавидов, в течение шести месяцев, прежде чем гарнизон сдался.
Кампания возникла в результате соглашения между Барселоной и итальянским городом-государством Генуей в 1146 году после набега генуэзцев на территорию Альморавидов. В то же время генуэзцы также согласились помочь кастильцам в экспедиции против Альморавидов в Альмерии. В следующем году было получено одобрение папы, связавшее два испанских предприятия с призывом ко второму крестовому походу на Святую Землю. Участников осады Тортосы называли «пилигримами» (peregrini), этот же термин применялся к тем, кто направлялся в Святую Землю.
Сама осада была упорным сражением. С обеих сторон использовались осадные машины. Даже после того, как внешние стены были разрушены, защитники сражались на улицах, чтобы не дать крестоносцам продвинуться к цитадели. В конце концов сама цитадель подверглась прямой атаке, и защитники попросили и получили перемирие на сорок дней, прежде чем сдаться. Не было ни резни, ни грабежей, в отличие от завоевания Альмерии годом ранее. Населению, состоящему из мусульман и евреев, разрешили остаться, а сам город быстро заселили христиане.
Завоевание Тортосы было главным событием Реконкисты в долине Эбро. Раймонд Беренгар IV продолжил это, завоевав Лериду самостоятельно, без помощи генуэзцев или одобрения папы римского, в 1149 году.

## Исторический фон

### Предыдущие атаки на Тортосу
Тортоса находится в 12 милях (19 км) вверх по реке Эбро от Средиземного моря. Он расположен на восточном (левом) берегу реки, окруженный с севера и востока грядой холмов. Это был морской порт с обширными верфями и внутренней цитаделью, называемой суда (исп. la zuda). Большая городская территория за пределами суда была окружена второй (внешней) стеной. Население Тортосы в 1148 году составляло около 12 000 человек, и в исламском мире он имел репутацию культурного центра.
В 1081 году Тортоса стала центром небольшого независимого эмирата, тайфа Туртуша, под властью младшей ветви династии Худидов. После этого он был постоянной мишенью христианских армий либо для того, чтобы побудить его правителя к уплате дани (parias), либо для прямого завоевания. Захват Таррагоны, резиденции архиепископа, в 1088 году повысил ценность владения Тортосой, поскольку без неё Таррагона никогда не могла быть в безопасности.
В 1092 году Генуя и Пиза предприняли совместное нападение на Тортосу. В 1095 году на него напал граф Беренгар Раймонд II Барселонский. Два года спустя, в 1097 году, его племянник и преемник Раймунд Беренгар III осадил его с помощью генуэзского флота. Эта неудачная атака, предпринятая после начала Первого крестового похода, имела некоторые атрибуты священной войны.
Тортоса была захвачена Альморавидами не ранее 1114 года. Возможно, вскоре после этого она была захвачена христианскими войсками, но к 1118 году снова оказалась в руках Альморавидов. явное одобрение папы нападения на Тортосу, которое так и не было реализовано. Другая запланированная экспедиция 1121 года получила те же преимущества, что и крестовый поход от папы римского Каликста II, но не смогла оторваться от земли. В 1128 году граф Барселонский договорился о морской помощи с графом Рожером II Сицилийским для нападения на Тортосу, но события на юге Италии обогнали планы. В 1129 году началось серьёзное заселение Таррагоны.
Барселона была не единственной державой, заинтересованной в завоевании Тортосы. В 1086 году его осадил король Арагона Педро I. В 1134 году его брат и преемник Альфонсо Воитель погиб в битве при Фраге, в разгар кампании, направленной на Тортосу. В 1137 году Арагон и Барселона были объединены, когда Раймунд Беренгар IV был обручен с племянницей Альфонсо, королевой Арагона Петронилой. Таким образом, граф Барселонский мог использовать арагонские ресурсы для завоевания Тортосы.

### Сбор армии

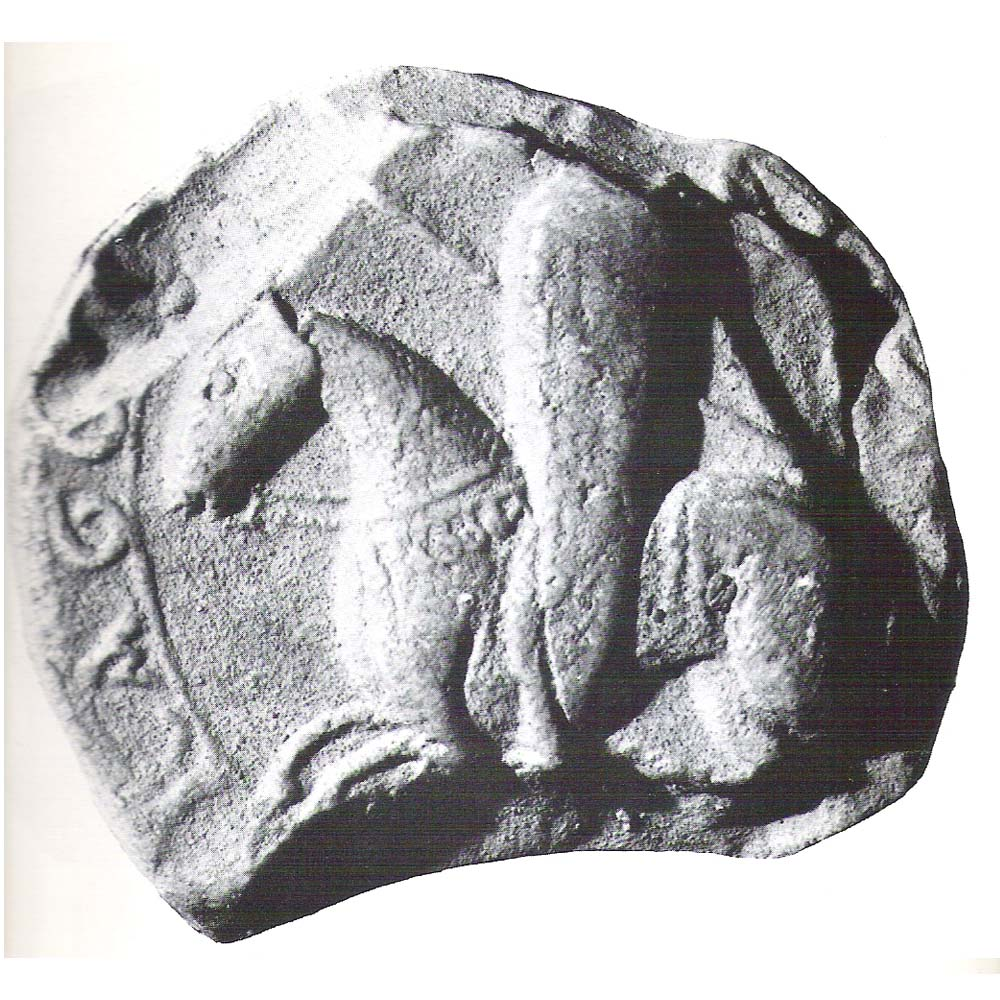
Частичная печать Раймонда Беренгара IV, изображающая его в виде рыцаря со щитом в виде воздушного змея.

В 1146 году флот из Генуи под командованием консула Каффаро ди Рустико начал атаку на удерживаемый Альморавидами остров Менорка, затем переправился на материк, чтобы осадить город Альмерия, который был вынужден платить дань. В ходе этих операций было достигнуто соглашение с королем Леона Альфонсо VII в результате чего генуэзский флот поможет Альфонсо в завоевании Альмерии в мае следующего года в обмен на треть города и освобождение от всех пошлин во владениях Альфонсо. Этот договор послужил образцом для последующего соглашения с Раймондом Беренгаром IV, в соответствии с которым генуэзцы помогут ему захватить Тортосу после захвата Альмерии в обмен на треть города и освобождение от пошлин во всех владениях Раймонда Беренгара, включая Прованс. которого он был регентом для своего племянника.
Помимо провансальцев, другие окситанские армии были набраны из южной Франции. Вильгельм VI, сеньор де Монпелье, который также принимал участие в осаде Альмерии; Бернар Андузский, муж Эрменгарды, виконтессы Нарбонны; Роджер Тренкавель, граф Каркассон и виконт Безье; и Пьер Габарре, виконт Беарна, все участвовали в осаде Тортосы. Вильгельма VI сопровождал его сын, будущий Вильгельм VII, которому он уже пообещал свою долю города после его завоевания.
5 октября 1146 года папа римский Евгений III издал буллу Divina dispensatione I, поощряющую участие Италии во Втором крестовом походе. Вторая булла, Divina dispensatione II, была выпущена 13 апреля 1147 года. В ней конкретно санкционировались предстоящие иберийские экспедиции как крестовые походы, возможно, по просьбе генуэзцев. В то время планировалось три таких экспедиции. Помимо походов на Тортосу и Альмерию, король Португалии Афонсу I только что завоевал Сантарен и готовился к осаде Лиссабона. 22 июня 1147 года Евгений издал ещё одну буллу, призывающую христиан помочь графу Барселонскому «в изгнании неверных и врагов креста Христова» (ad expugnationem infidelium et inimicorum crossis Christi). Возможно, он также отправил Николаса Брейкспира (будущего папу Адриана IV) в качестве неофициального легата в Испанию. Будучи англичанином, Николас, возможно, сыграл важную роль в убеждении Баллуини де Кароны, лидера англо-нормандских контингентов, в целесообразности этого предприятия.
Помимо армии арагонцев, каталонцев и окситанцев, набранных с трех территорий под властью Раймунда Беренгара, и генуэзской армии, набранной им в 1146 году, к армии, осаждавшей Тортосу, присоединились крестоносцы из Северной Европы, а именно англичане, фламандцы и норманны. Вероятно, что некоторые или все английские, фламандские и норманнские крестоносцы были ветеранами Лиссабонской кампании, хотя другая часть этой англо-фламандской армии отправилась на Святую Землю и в то время участвовала в осаде Дамаска. Единственный источник, прямо связывающий англичан на Тортосе с англичанами в Лиссабоне, — это Кёльнская королевская хроники, в котором говорится, что впоследствии они продолжили свой путь в Святую Землю.
Среди каталонцев Раймонда Беренгара было несколько рыцарей военных орденов: тамплиеры из монастыря Монблан, некоторые госпитальеры и некоторые рыцари Гроба Господня. Эти три ордена были бенефициарами завещания Альфонсо Воителя, которое было проигнорировано после его смерти в пользу преемственности Рамиро II, отца жены Раймонда Беренгара, Петрониллы.
По соглашению от 25 мая 1148 года граф Эрменгол VI из Урхеля служил в армии графа в обмен на большую долю территории Лериды, когда это место было завоевано.
Согласно «Деяниям графов Барселоны», армия Раймунда Беренгара насчитывала 200 000 человек, более вероятная оценка — 2 000 человек.

## Осада

### Окрестности города
Генуэзский флот, участвовавший в завоевании Альмерии, оставив гарнизон в своей трети города, направился в Барселону. Из Барселоны две галеры с двумя консулами вернулись в Геную с деньгами из добычи Альмерии, чтобы выплатить часть долгов города. Остальной флот перезимовал в Барселоне. Весной прибыло подкрепление. Весной в лесах вокруг Барселоны была вырублена древесина для изготовления осадных машин.
Кампания, возможно, была отложена из-за продолжающегося спора между Раймондом Беренгаром и королем Наварры Гарсией Рамиресом, который, похоже, воспользовался возможностью, чтобы захватить арагонский город Таусте в марте. Результатом стала серия встреч — в Сории с Альфонсо VII и в Галлуре с Гарсией Рамиресом, — которые привели к урегулированию, детали которого неизвестны, но которое гарантировало, что наварро-арагонская граница останется спокойной в течение оставшейся части кампании Тортоса.
Генуэзский и каталонский флот отплыли из Барселоны 29 июня и вошли в Эбро 1 июля 1148 года. Генуэзский флот находился под командованием консулов Оберто Торре, Филиппо ди Платеалонга, Бальдуино и Ансарио Дориа, а также Инго и Ансальдо Писо. Он остановился в двух милях от города, пока генуэзские командиры и Раймонд Беренгар осмотрели оборону Тортосы. Было решено разделить армию на три части. Половина генуэзской армии, усиленная несколькими каталонскими рыцарями, расположилась лагерем на берегу реки сразу за внешними городскими стенами на юге. Остальные генуэзцы, каталонцы и окситанцы под личным командованием Раймонда Беренгара и его сенешаля Гиллема Рамона II де Монкада, разбили лагерь над городом на холме под названием Баньера на северо-востоке. Военные ордена и отряды крестоносцев из Англии, Нормандии и Фландрии разбили лагерь возле мельницы на реке к северу от города.

### Нападение на город
Некоторые генуэзцы, нетерпеливые к битве, возглавили первый штурм, в результате которого обе стороны понесли тяжелые потери. Затем генуэзцы построили две осадные башни (castellae) и сумели пробить внешнюю стену с юго-востока. Они продолжали использовать башню, оказавшись внутри, чтобы разрушить дома и расчистить путь к мечети, который был достигнут только после тяжелых боев. Защитники подготовили эшелонированную оборону.
Каталонско-окситанские силы на Баньере должны были сначала заполнить овраг шириной примерно 42 метра (138 футов) и глубиной 32 метра (105 футов) деревом и камнями, прежде чем они смогли штурмовать стены. Эта работа, вероятно, выполнялась в основном генуэзским контингентом. Затем они построили третью башню, способную вместить 300 человек, и осадную машину, бросающую камни. Эта башня, вероятно, финансировалась Раймондом Беренгаром. Проломив внешнюю стену, они подвели её к стенам цитадели (суда) с восточной стороны. Защитники ответили своими камнеметами, способными метать камни весом 200 фунтов (91 кг). Один такой камень серьёзно повредил один угол башни, но генуэзским инженерам удалось его отремонтировать. Затем башню укрепили переплетенными канатами для защиты от артиллерии.
В этот момент у людей Раймонда Беренгара была задолженность по зарплате, и большинство из них в конце концов отказались от осады. С ним осталось всего около двадцати рыцарей и генуэзский контингент. С помощью нескольких мангонелей они пробили стены суда, и 20 ноября защитники потребовали сорокадневного перемирия. Это было предоставлено в обмен на сто заложников. В течение следующих сорока дней они отправили послов к другим таифам, особенно к тайфам Балансии (Валенсия), с просьбой о помощи, но с недавним прибытием Альмохадов в Иберию, тайфы не могли позволить себе ослабить себя, чтобы помочь Тортосе. К несчастью для гарнизона Тортосы, мусульманский правитель на юге Ибн Марданиш был связан договором с Раймондом Беренгаром.
Когда истекло сорокадневное перемирие, после шести месяцев осады, 30 декабря тортосанцы сдались. Как было сказано в более поздней хартии: «Тортоза, ключ христиан, слава народа, украшение всего мира, была захвачена» (Capta est Dertosa, clavis Christianorum, gloria populorum, decor universae terrae).
Во время осады павших в бою англичан хоронили на специальном кладбище. После капитуляции кладбище было передано каноникам Гроба Господня, чтобы по смерти паломники могли в некотором смысле исполнить свои обеты идти в Иерусалим.

### Последствие
Тортоса была взята с минимальным кровопролитием, вероятно, потому, что предыдущий опыт с Таррагоной показал, насколько трудным может быть повторное заселение города каталонцами. В отличие от своего описания падения Альмерии, Каффаро не упоминает о захвате добычи или рабства при падении Тортосы. Мусульманское и еврейское население осталось в городе. Раймонд Беренгар предоставил евреям избирательное право и обширные права. Напротив, мусульмане были заключены в особый квартал, Aljama, за стенами . Им дали один год, чтобы сдать свои дома в самом городе. Aljama была частично самоуправляемой, со своими лидерами и шариатским судом. В обмен на право свободно исповедовать свою религию жители альджамы платили графу налог. Во время капитуляции они также должны были выплатить контрибуцию.
Обнесенный стеной город был разделен на трети. Суда и управление городом были переданы сенешалю Гиллему Рамону. Порт и верфи перешли в Геную. Остаток достался Раймонду Беренгару, который передал пятую часть доходов от сельской местности и отдаленных замков тамплиерам, которым было поручено поддерживать оборонительный периметр. В 1150 году генуэзская треть находилась под контролем Бальдуино ди Кастро и Гульельмо Торнелло, но в 1153 году город продал свою долю Тортосы Раймонду Беренгару за 16 000 мараведи. Англо-нормандские контингенты на Тортосе были вознаграждены землями и домами как внутри, так и за пределами городских стен. Значительная их часть осталась в новом пограничном городе, о чём свидетельствует большое количество грамот, сохранившихся в монастырских и соборных архивах.
После захвата Тортосы Раймонд Беренгар возглавил усиленную армию примерно на 90 километров (56 миль) вглубь суши, чтобы осадить Лериду весной 1149 года. 24 октября Лерида капитулировала. Эта кампания, предпринятая по инициативе графа, прошла без генуэзской или англо-фламандской помощи. Похоже, что современники не считали его крестовым походом, хотя стратегическое значение Лериды, возможно, было выше, чем у Тортосы.